# William Clothier (tennis)
Pour les articles homonymes, voir William Clothier.
William « Bill » Jackson Clothier, né le 27 septembre 1881 à Sharon Hill (États-Unis) et mort le 4 septembre 1962 à Philadelphie, est un joueur de tennis américain.
Il a remporté l'US Open en 1906 et y a été finaliste en 1904 et 1909. 
Il a également été finaliste de l'US Open en double mixte en 1912. 
Il était membre du International Tennis Hall of Fame depuis 1956.